# Melgaço (Domingos Martins)
Melgaço é um distrito do município brasileiro de Domingos Martins, no interior do estado do Espírito Santo. Segundo o censo demográfico de 2022, realizado pelo Instituto Brasileiro de Geografia e Estatística (IBGE), sua população era de 4 877 habitantes e havia 1 733 domicílios particulares permanentes ocupados.
De acordo com o IBGE, em 2010 a população era de 4 613 habitantes e havia 1 332 domicílios particulares.
Começou a ser ocupado a partir de caravanas que percorriam de Santa Leopoldina para Afonso Cláudio e para Minas Gerais. Posteriormente a área foi povoada sobretudo por imigrantes pomeranos. O distrito foi criado pela lei estadual nº 1.953 de 13 de janeiro de 1964. Em 2021, ainda era uma localidade predominantemente rural.